# 性慾亢進
性慾亢進（英語：hypersexuality）是精神衛生研究人員和精神衛生機構所使用的臨床診斷，去形容極為頻繁或突然增加的性衝動或性活動。英文中，女性患上此病曾叫nymphomania；男性患上這種疾病則曾被稱為satyriasis，名稱來自寧芙及薩堤爾，但在一般醫療人員中不再使用。

## 用语
韋氏詞典定義性慾亢進「在性活動中表現出異常或過度的關切/沉溺」。自19世紀後期，當理查德·冯·克拉夫特-埃宾於1886年出版描述極端性行為的開創性書籍《性病態》，性學家一直在使用「性慾亢進」這個詞。作者在當時使用「性慾亢進」描述現在被稱為「早洩」的狀況。男性患上這種疾病被稱為「donjuanist」、「satyromaniac」、「satyriasis」（学名：男性色情狂）；女性則叫nymphomania（学名：花痴症）；性慾亢進患者（英語：hypersexualist）則是較为中性的用语。

## 概要
性慾亢進可能是首要的病況，或另一疾病或病況的症狀，如克魯爾 - 布西症候群或躁鬱症。性慾亢進還可能是藥物的副作用所致，如用於治療帕金森氏病的藥物，或施用荷爾蒙(如睾丸激素和雌激素)所引起的效果。臨床醫師還沒有達成對如何最好地形容性慾亢進為首要病況的共識，或這樣的行為和衝動為一種單獨病變的適當性。

## 治療
對於這種症狀並不存在統一的治療方法，大多數醫療機構採用多模式綜合療法，包括反抑制（选择性5-羟色胺再吸收抑制剂）、動機性訪談等等。
認知行為療法可用來防止該症狀復發。